# Filià
Filià és un espai natural protegit de petites dimensions i que presenta una gran singularitat. Se situa a les parts més altes de la capçalera del riu Flamisell, que transcorre per la Vall Fosca. Per la seva situació geogràfica, és un dels límits meridionals a més altura del Pirineu central català (entre 2.200 i 2.700 m d'altitud) i constitueix un nucli de gran interès biogeogràfic, que està dotat d'unes característiques geològiques i d'unes comunitats de flora i fauna de gran valor.

## Medi físic
Aquest Espai es constitueix a l'entorn de la capçalera del barranc de Filià, que conté, a més, una petita zona lacustre (els estanys de Filià) prou important per representar el modelatge glacial al Pirineu. La diversitat de substrats que hi són presents (pissarres, calcàries argiloses, gresos cambroordovicians i pissarres negres silurianes) sumada a les característiques climàtiques d'aquest entorn pirinenc, li confereixen una gran riquesa de substrats, la qual cosa afavoreix una gran diversitat de comunitats florístiques. La glacera rocallosa de Coma de l'Estany i l'estany de Filià han estat objecte de protecció explícita dins aquest Espai natural protegit com a elements geològics d'alt interès.

## Fauna i flora

### Biodiversitat
La funció principal dels espais naturals protegits de Catalunya és conservar mostres representatives de la fauna, la flora i els hàbitats propis del territori, de manera que es puguin desenvolupar els processos ecològics que donen lloc a la biodiversitat (l'àmplia varietat d'ecosistemes i éssers vius: animals, plantes, els seus hàbitats i els seus gens). L'espai constitueix un dels límits meridionals de més altura dels Pirineus centrals catalans, dotat d'unes comunitats de flora i fauna de gran valor.

### Flora
L'elevada diversitat de substrats, present en una superfície relativament petita, permet acollir un notable nombre de comunitats vegetals pròpies de l'estatge subalpí i alpí del Pirineu central. Entre aquestes comunitats figuren: prats acidòfils (Nardion, Festucion eskiae) i calcícoles (Primulion intricatae, Festucion gautieri), vegetació de congestes (Arabidion coeruleae), comunitats glareícoles (Iberidion spathulatae), comunitats higròfiles de les zones estanyades, molleres, etc. D'altra banda, a les molleres amb esfagnes s'hi troben interessants comunitats fontinals (Cratoneurion). Cal esmentar la presència d'algunes espècies interessants de flora, com ara Adonis pyrenaica, Alchemilla alpina subsp. Catalaunica, Gentiana acaulis, Salix pyrenaica, Sphagnum sp., i altres.

### Fauna
En aquests hàbitats hi troben el seu límit meridional una sèrie d'espècies de fauna de característiques alpines i nivals, com són l'ermini (Mustela erminea) i la perdiu blanca (Lagopus mutus) que freqüenten les seves parts més altes. Altres espècies de notable interès són, pel que fa als mamífers, l'almesquera (Galemys pyrenaicus), el talpó de tartera (Chionomys nivalis), espècies ornítiques com l'àguila daurada (Aquila chrysaetos), la perdiu xerra (Perdix perdix) o el pardal d'ala blanca (Montifringilla nivalis) i, pel que fa a la fauna herpetològica, la sargantana pirinenca (Lacerta bonnali) i l'escurçó pirinenc (Vipera aspis). Pel que fa a la fauna invertebrada, cal remarcar que a l'espai s'hi presenta l'interessant lepidòpter Parnassius apollo.

## Aspectes socioeconòmics
En aquest espai s'hi efectuen bàsicament aprofitaments ramaders de bestiar boví i es mantenen ramats de vaca bruna dels Pirineus, que pasturen en els prats alpins. El 100% de la superfície figura en el Catàleg de forests d'utilitat pública (CUP) o té algun tipus de conveni amb ajuntaments o particulars.
Pel que fa als usos del sòl, hi ha vegetació arbustiva i herbàcia (55,80%), roques, tarteres, glaceres, coves (42,56%), molleres i aiguamolls (1,33%) i aigües continentals (0,31%).

## Vulnerabilitat
El principal impacte d'aquest espai són les instal·lacions de les pistes d'esquí de la Vall Fosca. Les molleres són uns sistemes molt fràgils a les pertorbacions (compactació, etc.), de les quals es recuperen difícilment.
És un territori que ha suscitat diverses polèmiques i conflictes, atès que, tot i haver estat declarat Espai d'interès natural per la Generalitat de Catalunya l'any 1992, una promotora immobiliària va obtenir permís per a construir-hi una estació d'esquí, que fou començada el 2004, però restà a mitges a causa de la crisi econòmica del 2008. Aquesta estació havia de tenir les pistes d'esquí i tota una sèrie de serveis a Filià (piscina, camp de golf, etc.), i el subsegüent desenvolupament urbanístic al poble d'Espui, que també ha quedat a mig construir. Uns telefèrics havien de comunicar Espui i Filià, que també han quedat tot just iniciats.
La construcció de l'estació d'esquí feu retrocedir l'espai natural protegit a les vores de la vall, les costes que pugen cap a les muntanyes i carenes que en fan de límit. En total, 567,03 ha. En aquest petit espai natural protegit hi ha una riquesa biològica molt considerable. És la zona alpina més meridional de Catalunya i, a més, comparteix molts dels valors naturals i paisatgístics del proper Parc Nacional d'Aigüestortes i Estany de Sant Maurici. Les molleres de Filià són les que es troben més al sud tant de Catalunya com de la Unió Europea.